# Alissa Walser

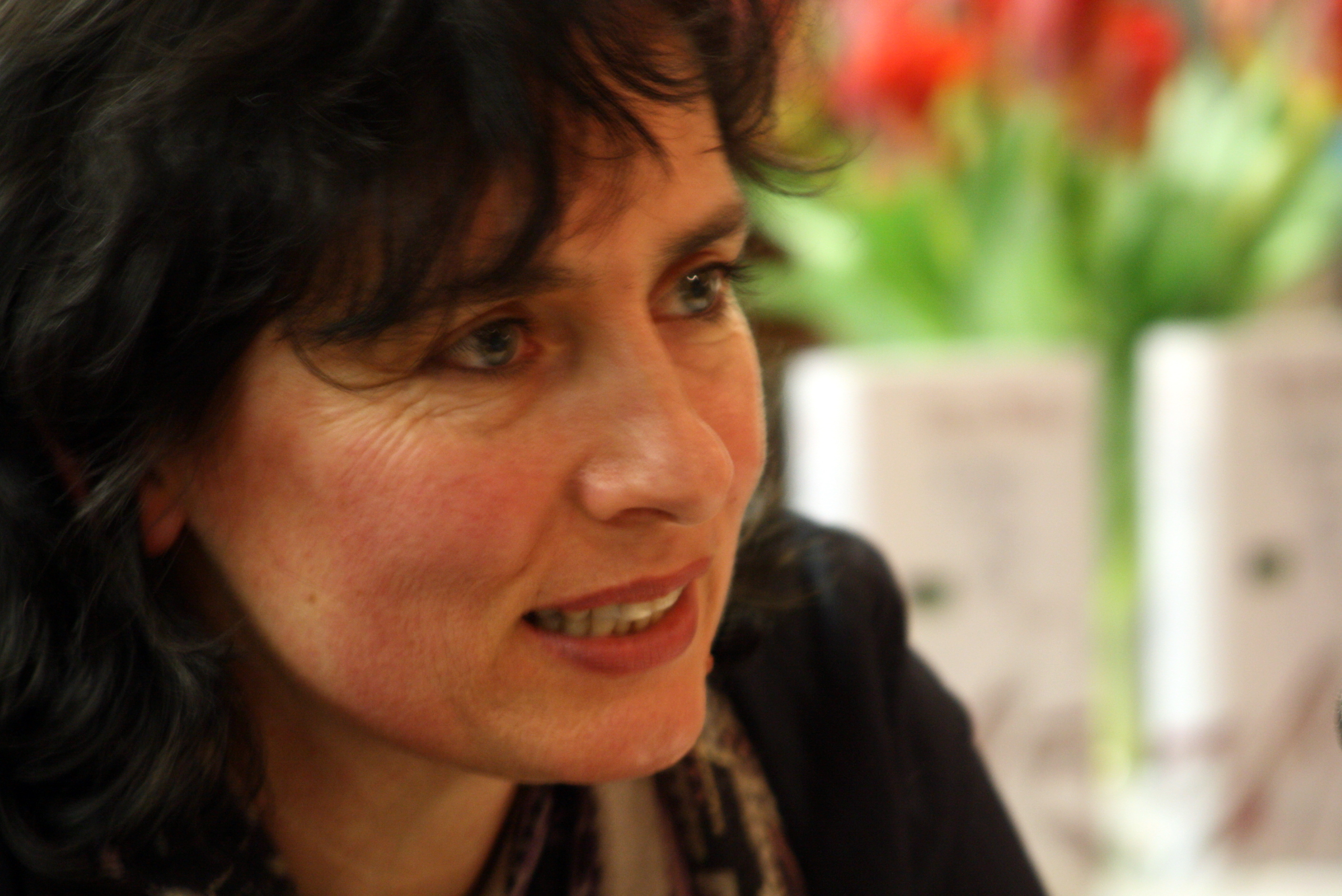
Alissa Walser, Gauting 2010.

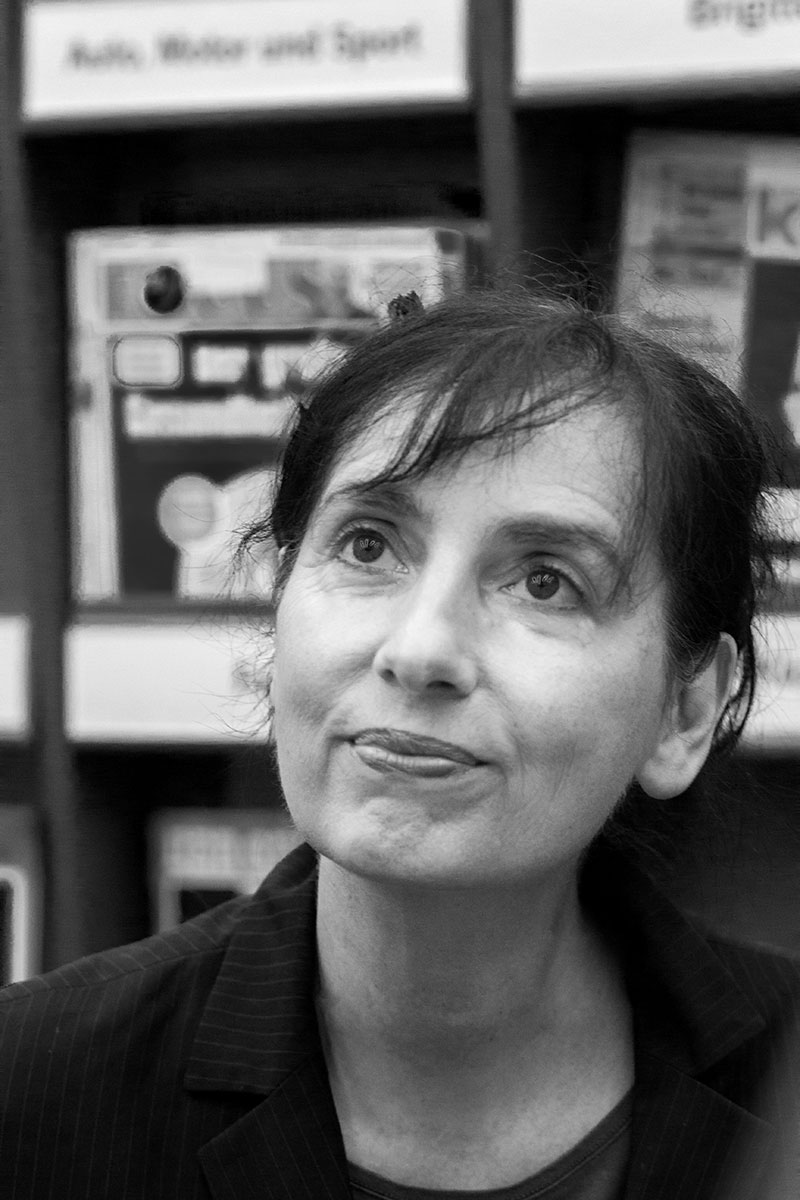
Im Rahmen des Literarischen Sommers las am 26. Juli 2017 in der Stadtbibliothek Düsseldorf Alissa Walser aus ihrem Erzählband „Eindeutiger Versuch einer Verführung“.

Alissa Walser, 1994

Alissa Walser (* 24. Januar 1961 in Friedrichshafen) ist eine deutsche Schriftstellerin, Malerin und Übersetzerin. Frühe Arbeiten publizierte sie unter dem Pseudonym Fanny Gold.

## Leben
Alissa Walser, eine Tochter Martin Walsers, studierte von 1981 bis 1986 Malerei – zunächst in Wien, dann in New York. Seit 1990 ist sie auch schriftstellerisch und als Übersetzerin tätig und arbeitete gelegentlich zusammen mit ihrem Vater. Sie ist verheiratet mit Sascha Anderson.
Ihre Prosa dreht sich immer wieder um den Umgang von Menschen miteinander, um Beziehungen zwischen Männern und Frauen, stets auch um die Beziehung zum eigenen Körper, zur Sexualität. In viele ihrer Geschichten fügte die Autorin Zeichnungen ein, die den Text zu unterbrechen scheinen, jedoch die Geschichte auf einer anderen Ebene weiterführen. Diese kleinen linearen Zeichnungen können wie Vexierbilder auf unterschiedliche Weise gelesen werden. Das Zusammenspiel von Bild und Text war ein wesentlicher Aspekt ihrer Arbeit vor 2010.
Die Autorin ist Mitglied des PEN-Zentrums Deutschland.

## Werke
- TRAUMHOCHZEIT. Eine Geschichte und Bilder von Fanny Gold, Insel Verlag Frankfurt am Main 1990, ISBN 3-458-16125-2.
- Dies ist nicht meine ganze Geschichte. Rowohlt Verlag, Reinbek bei Hamburg 1994.
- Das Entzücken. Theaterstück. Rowohlt Verlag, Reinbek bei Hamburg 1996.
- Graue Briefe. Eine Wohnung findet man wieder. Uhldingen 1997.
- Die kleinere Hälfte der Welt. Rowohlt Verlag, Reinbek bei Hamburg, 2000.
- Was zählt. Beitrag zur Poetik Vorlesung. Konkursbuch Verlag Claudia Gehrke, Tübingen, 2000.
- Was Sie schon immer über S. wissen wollten. Dramolett. 2001.
- Einhundert Millionen Jahre Porn. Theaterstück. 2003.
- Postcard-Stories. Kino, Ars vivendi Verlag, Cadolzburg 2007.
- Das geschundene Tier. (Gedichte: Martin Walser, Zeichnungen: Alissa Walser). Rowohlt Verlag, Reinbek 2007.
- Ist ihr Leben nicht ihr Bild. In: Meisterinnen des Lichts. Hatje Cantz, Stuttgart 2008.
- Am Anfang war die Nacht Musik. Roman. Piper Verlag, München, Zürich 2010. (Über Franz Anton Mesmer und Maria Theresia Paradis, 2017 von Barbara Albert verfilmt unter dem Titel Licht) Taschenbuchausgabe Piper 2012, ISBN 978-3-492-27387-9.
- Immer ich. Erzählung. Piper, München 2011, ISBN 978-3-492-05460-7.
- Von den Tieren im Notieren. Piper, München 2015, ISBN 978-3-492-05668-7.
- Eindeutiger Versuch einer Verführung. Erzählungen. Carl Hanser Verlag München 2017, ISBN 978-3-446-25454-1.

## Übersetzungen (Auswahl)

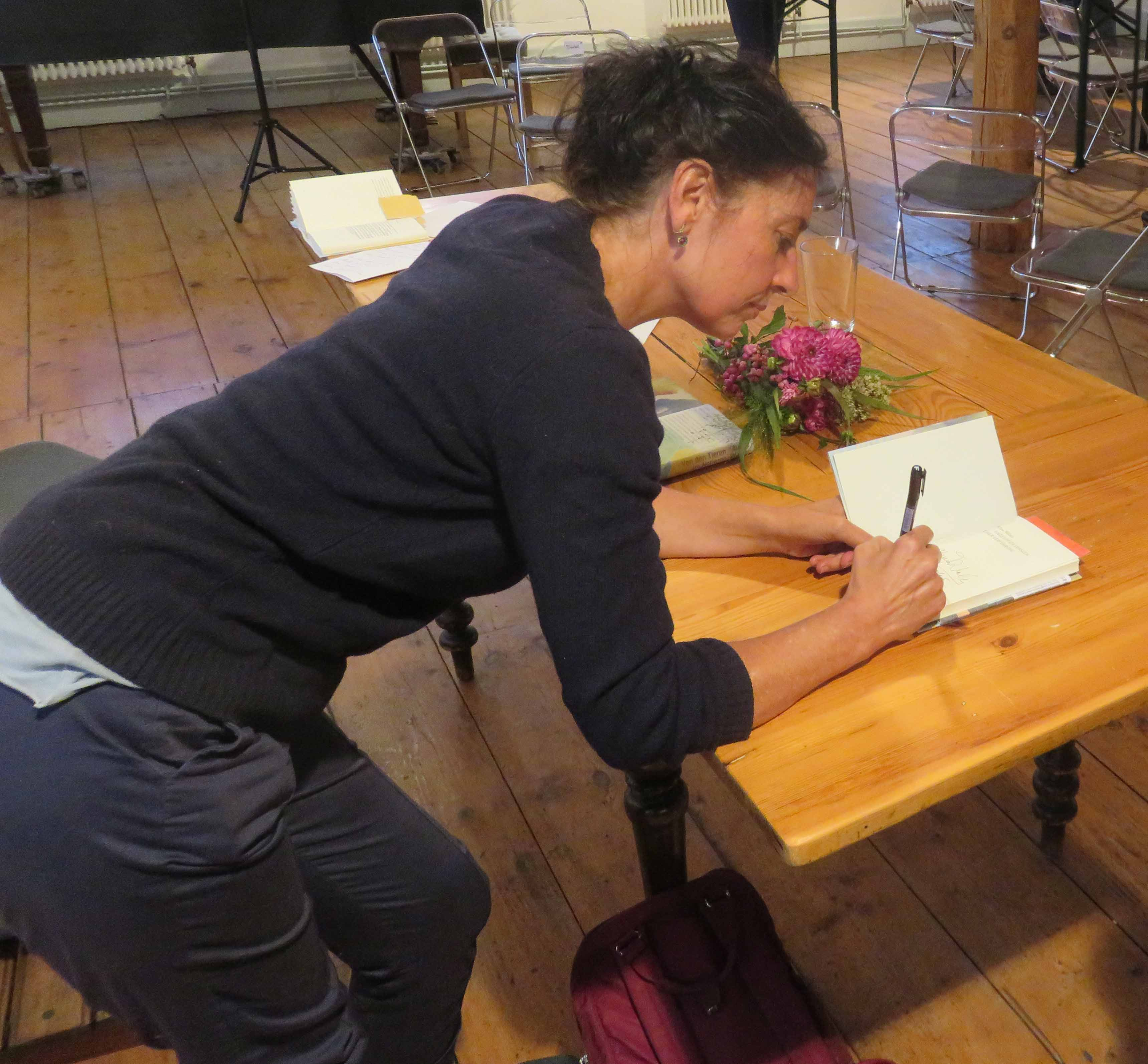
Alissa Walser signierend (2019)

- Diane Glancy: Kriegstanz. Frankfurt 1995.
- Sylvia Plath: Max Nix. Frankfurt 1996.
- Sylvia Plath: Die Tagebücher. Frankfurt 1997.
- Kay Boyle: Das kleine Kamel. Frankfurt 1998.
- Robert Barry: Ein kleines Stück vom Glück. Frankfurt 1999.
- Anne Carson: Glas, Ironie und Gott. München 2000.
- Paula Fox: Louisa. München 2005.
- Sylvia Plath: Ariel. Frankfurt 2008.
- Mary Miller: Süßer König Jesus. Berlin 2013.
- Elizabeth Harrower: In gewissen Kreisen. Berlin 2016.
- Mary Miller: Big World. Storys. München 2017.
- Elizabeth Harrower: Die Träume der anderen. Berlin 2019.

### Theaterstücke
- Joyce Carol Oates: Ontologischer Beweis meines Daseins. Frankfurt a. M. 1985.
- Joyce Carol Oates: Tone clusters. Reinbek 1990.
- Joyce Carol Oates: Nackt steh ich vor euch. Reinbek 1990.
- Brock Norman Brock: Da ist Monster. Reinbek 1991.
- Joyce Carol Oates: Die Mondfinsternis. Reinbek 1991.
- Janusz Głowacki: Antigone in New York. 1994.
- Jon R. Baitz: Vom wahren Feuer. Reinbek 1995.
- Marsha Norman: Nacht, Mutter. Reinbek 2002.
- Christopher Hampton: Die Methode. Reinbek 2003.
- Außerdem viele Stücke von Edward Albee (zusammen mit Martin Walser).

## Ausstellungen (Auswahl)

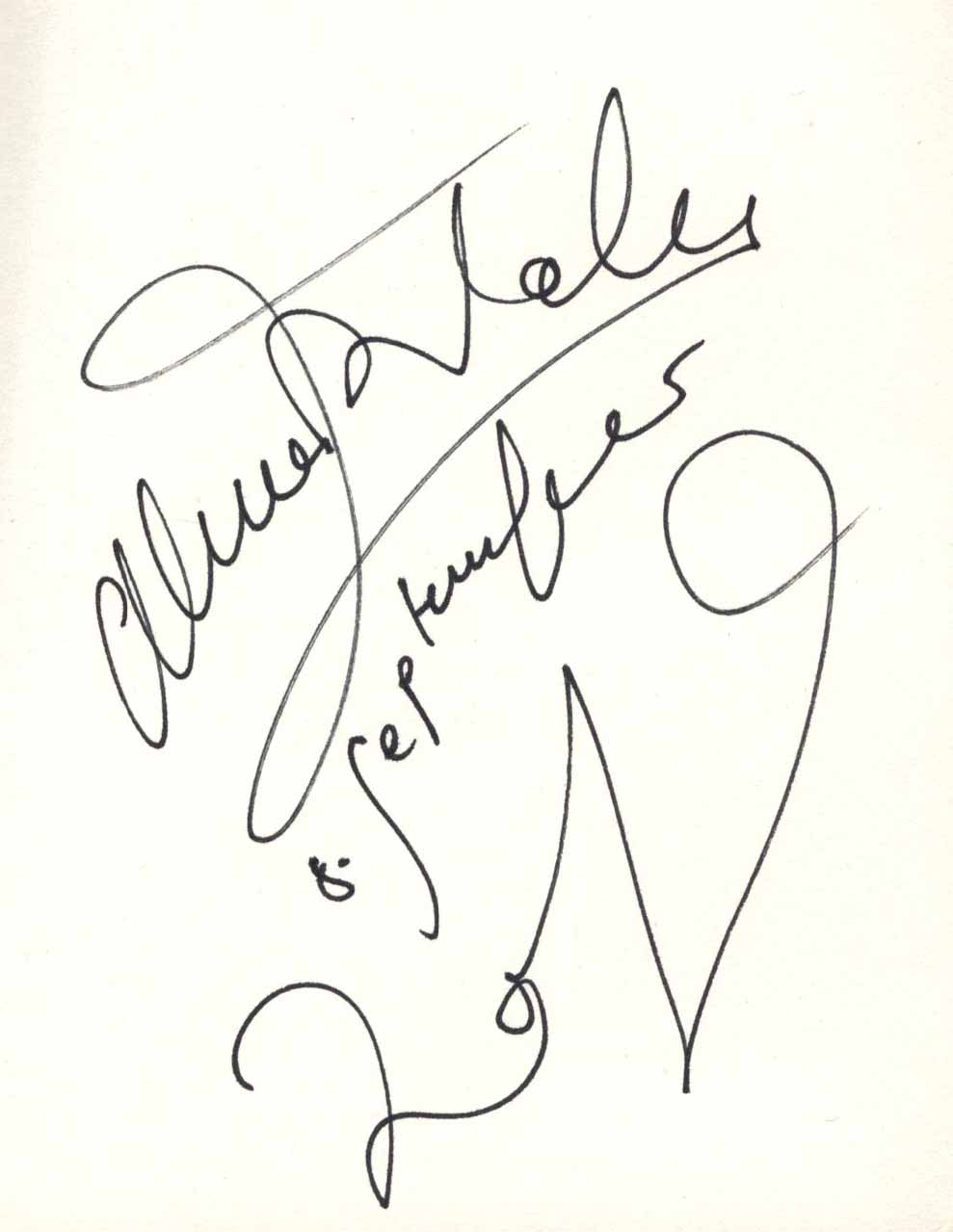
Autogramm von Alissa Walser (8. September 2019)

- The small work show, BACA Downton, NY, 1984
- Small work, big ideas, PAN Art Gallery, NY, 1985
- The new show, Chameleon Gallery, Brooklyn, NY, 1986
- Kunstlichtgalerie, Konstanz, 1998
- Dichtung und Wahrheit, Arte Giani, Frankfurt a. M., 1999
- Kunstraum Brüssel, Belgien, 2001
- Städtische Galerie Backnang, 2001
- Text und Bild, Städtische Wessenberg-Galerie Konstanz, 2001
- Arte Giani, Frankfurt a. M., 2002
- Deutsche Structured Finance, Frankfurt a. M., 2004
- Städtische Wessenberg-Galerie Konstanz, 2005
- Galerie Buchhandlung Lesezeichen, Dresden, 2006
- Galerie Brandstätter, Baden-Baden, 2006
- Galerie Pabst, München, 2007
- Literaturhaus Stuttgart, 2007

## Auszeichnungen
- 1992: Ingeborg-Bachmann-Preis
- 1992: Bettina-von-Arnim-Preis
- 2001: Märkisches Stipendium für Literatur
- 2009: Paul Scheerbart-Preis der Heinrich Maria Ledig-Rowohlt-Stiftung für die Übersetzung der Gedichte von Sylvia Plath[1]
- 2010: Spycher: Literaturpreis Leuk
- 2011: Hertha Koenig-Literaturpreis
- 2012: George-Konell-Preis